# Diaporthe scobina
Diaporthe scobina är en svampart som beskrevs av Nitschke 1870. Diaporthe scobina ingår i släktet Diaporthe och familjen Diaporthaceae.   Inga underarter finns listade i Catalogue of Life.